# Quell'estate con Irène
Quell’estate con Irène è un film del 2024 diretto da Carlo Sironi.

## Trama
Italia, 1997. Irène e Clara hanno entrambe 17 anni e si conoscono in ospedale, in quanto affette entrambe da un male che le costringe a lunghi ricoveri. Diventano amiche nonostante siano molto diverse di carattere. Clara è introversa e si farà contagiare dall'energia incontenibile di Irène.

## Distribuzione
Il film è stato distribuito il 30 maggio 2024 nelle sale cinematografiche italiane.